# Сербский, Виктор Соломонович
Ви́ктор Соломо́нович Се́рбский (1 мая 1933 — 9 января 2011) — советский поэт, библиофил, собиратель уникальной библиотеки русской поэзии.

## Биография
Родился 1 мая 1933 года в тюрьме, в Верхнеуральском политизоляторе, где находилась в заключении его мать. 13 октября 1937 года его родители — Евгения Тиграновна Захарьян (1901—1937, уроженка Тифлиса) и Соломон Наумович Сербский (1906—1937, уроженец Бердичев, убеждённые троцкисты, были расстреляны в Магадане, а четырёхлетний мальчик попал в детский дом во Владивостоке.
В 1950 году он с серебряной медалью окончил школу, в 1955 году — Иркутский горно-металлургический институт. С 1955 года работал в Норильске на металлургическом комбинате мастером, начальником участка, начальником цеха. С 1967 года в Братске, в «Братскгэсстрое» — директором Центрального Механического завода. С 1976 на Братском заводе отопительного оборудования был начальником производственно-диспетчерского отдела, затем зам. директора по производству. Награждён медалями «За трудовую доблесть», «За доблестный труд», «Ветеран труда». Дважды избирался депутатом Совета народных депутатов города Братска.
В 1989 году В. С. Сербский был одним из инициаторов создания отделения общества «Мемориала» в городе Братске.
Разыскивая в приоткрывшихся архивах НКВД-КГБ сведения об обстоятельстве ареста и гибели своих отца и матери, Виктор Соломонович смог, уже будучи взрослым, впервые получить копии тюремных фотографий своих родителей и несколько казённых документов. Эти материалы легли в основу книги — «Беседы с портретами родителей». После выхода этой книги автор получил множество отзывов. Вот некоторые из них:

Прочёл я эту крошечную книжечку, которая, пользуясь фетовскими словами, «томов премногих тяжелей». Очень трудно отделить «литературу» от страшного существа, этой, увы, типичной советской судьбы…
 Юрий Нагибин

 Ваша книга — духовная преграда на пути к забвению, к успокоению совести, к прощению «за давностью содеянного».  Вилли Петрицкий

Вы включили в текст документы и нашли для текста тон, позволяющий с ними соседствовать. Поэзия — это способ сказать правду, невидимую взору, и поэтому правда, обнажённая в своей ужасающей полноте, сама по себе становится поэзией.  Поэль Карп
В.С. Сербский являлся членом Союза российских писателей, членом Ассоциации библиофилов России, был принят в Международное Пушкинское общество.
Награждён премией «Интеллигент провинции» иркутского филиала Российского фонда культуры (2001 год), Почётной грамотой мэра города Братска (2003 год).
В 2005 году В.С. Сербскому была присуждена премия «За подвижничество» Фонда имени Дмитрия Лихачёва.
В 2008 году В. С. Сербскому присвоено звание Почётного гражданина города Братска.
Умер В. С. Сербский 9 января 2011 года. Похоронен в Братске.
21 июня 2013 года состоялось долгожданное событие в культурной жизни Братска — торжественное открытие мемориальной доски на доме по ул. Приморской,49, где жил и собирал свою библиотеку В.С.Сербский.

## Библиотека русской поэзии
Со студенческих лет, более полувека Виктор Соломонович собирал поэтические сборники, которые издавались в любом уголке нашей страны. Он продолжил традицию литературоведа и библиофила Анатолия Тарасенкова, создателя наиболее полной книжной коллекции русской поэзии первой половины XX века. По количеству собранных книг В.Сербский намного превзошёл своего предшественника.

В русском поэтическом мире имя Виктора Сербского знаковое и знакомо многим, кто выпустил хотя бы одну, хотя бы маленькую книжечку стихов. Ни один современный русский поэт, живущий даже на краю земли, не минул его поэтического собрания. Напечатает в типографии сборник, поставит автограф и пришлёт в Братск. В своё время присылали и передавали ему книги Корней Чуковский, Самуил Маршак, Константин Симонов, Давид Самойлов, Павел Антокольский, Александр Кушнер, Олег Чухонцев, Анатолий Жигулин, Булат Окуджава, Евгений Евтушенко, Андрей Вознесенский, Белла Ахмадулина, Илья Фоняков, Анатолий Кобенков, Сергей Михалков… Список огромен — около десяти тысяч поэтических сборников с автографами русских поэтов со всего света хранится в этой библиотеке! А всего с 1955 года Сербский собрал около пятидесяти тысяч поэтических сборников знаменитых и малоизвестных поэтов.
Владимир Монахов, поэт 
В библиотеке В.С. Сербского, насчитывающей сейчас более 50 000 книг, есть множество уникальных, редких изданий, в том числе книги, которых нет в главных библиотеках страны. Значительная часть книг имеет автографы поэтов и писателей. Особое место занимает раздел, посвящённый политическим репрессиям. Есть пушкинский раздел, большое собрание миниатюрных изданий.
В 1992 году было принято решение исполнительного комитета городского Совета народных депутатов города Братска о создании муниципальной библиотеки на базе книжного собрания В.С. Сербского.
В 2002 году Сербский получил два гранта — Президента России и грант Сороса на развитие библиотеки и создание электронного каталога.
Дочь В.С. Сербского — Екатерина, медик по профессии, получила второе высшее образование, библиотечное, и продолжает дело отца.

## Книги
- Зачёт: стихи / Предисл. Б.Окуджавы [5]. — Иркутск: Восточно-Сибирское кн. изд-во, 1989. — 127 с. с. — 500 экз.
- Беседы с портретами родителей [6]. — Братск: Брат. гор. типография, 1993. — 56 с. — 300 экз.
- Беседы с портретами родителей. — Братск: Брат. гор. типография, 1995. — 80 с. — 500 экз.
- Виктор Дроткив. [7] "На море роман". — СПб.: Четверг, 1996. — 24 с. — (Библиотека русского палиндрома). — 75 экз.
- Экзамен: стихи / Предисловие Б. Окуджавы. — СПб.: Четверг, 1998. — 128 с. — (Миниатюрная библиотека поэзии). — 150 экз.
- Из записок библиофила. — Екатеринбург-Братск: Издание газеты "Штерн", 2000. — 64 с. — 150 экз.
- Из записок библиофила-2. — Екатеринбург-Братск: Издание газеты "Штерн", 2002. — 64 с. — 150 экз.

- Беседы с портретами родителей продолжаются. — Ягоднин.о-во "Поиск незаконно репрессированных". — Магадан: ОАО "МАОБТИ", 2002. — 92 с. — (Архивы памяти; Вып. 10). — 500 экз.
- Заросли судьбы/ Предисл. А. Кобенкова. — Иркутск: Издатель Сапронов, 2003. — 124 с. — 1000 экз. — ISBN 5-94535-029-X.
- Переход через Ангару: Из записок провинциального библиофила. — Екатеринбург–Братск: Издание газеты «Штерн, 2004. — 90 с.
- Заросли судьбы/ Предисл. А. Кобенкова. — Иркутск: Издатель Сапронов, 2008. — 176 с. — 1000 экз. — ISBN 978-5-94535-090-8.

## Статьи о жизни и творчестве В.Сербского
- Верещагина С. Библиотека — для всех: (рассказ о книголюбах Иркутской области, в том числе из Братска — о В. С. Сербском) // Вост.-Сиб. правда. — 1984. — 2 июня.

- Кобенков А. Позавидуем человеку счастливому // Сов. молодежь. — 1985. — 17 сент.

- Монахов В. Радость пополам с болью: (об издании миниатюры «Зачет») // Крас. знамя. — 1989. — 20 окт.

- Монахов В. Поэзия — не хлеб, но как без неё жить?: (о Библиотеке русской поэзии XX в., которая открывается в г. Братске на базе личной библиотеки поэзии В. Сербского) // Крас. знамя. — 1992. — 18 янв.

- Монахов В. Точка ещё не поставлена: (о творчестве В. Сербского) / Вост.-Сиб. правда. — 1993. — 6 июля.

- Моргенштерн И. Причина смерти — расстрел: (отзыв на книгу «Беседы с портретами родителей») // Вечерний Челябинск. — 1993. — 13 нояб.

- Беспрозванный Л. Откровения Братска: Горькая судьба, горькая книга, удивительный спектакль (о книге «Беседы с портретами родителей» и о спектакле, созданном по ней) // Вост.-Сиб. правда. — 1994. — 25 мая.

- Немировский Е. Искусство дарственной надписи // Книжное обозрение. — 1995. — 7 марта. — с. 6.

- Кобенков А. «Старше меня никого…» // Труд-7. — 1996. — 15 марта.

- Кобисский В. «Томов премногих тяжелей»: (о книге «Беседы с портретами родителей») // Забайкальский рабочий. — 1996. — 10 апр.

- Канавщиков А. Народная библиотека: (о библиотеке В. Сербского) // Книжное обозрение. — 1999. — 13 дек. — с. 20.

- Тирских А. Стихи в Сибири — больше чем стихи: (рассказ о приезде в Братск участников Фестиваля поэзии на Байкале сопровождается фотографией Е. Евтушенко с В. Сербским) // Знамя. — 2001. — 3 авг.

- Зачиняева Э. Грант Сороса — Ивану Калите русской поэзии: (библиотека получает второй грант на создание каталога) // Знамя. — 2002. — 20 дек.

- Сербская Е. В. Библиотека русской поэзии XX века: история, состав фонда, социальная миссия // Библиотечный вестник Прибайкалья — 2003. — № 2. — с. 69-73.

- Вологдина Л. «Поэзия — мой Бог…»: (библиотекари Братского района о В. С. Сербском) / Знамя. — 2003. — 2 мая; Библиотечный вестник Прибайкалья — 2003. — № 2. — с. 69.

- Захарян С. Собиратель: (рецензия на книгу «Заросли судьбы») // Зелёная лампа. — Иркутск, 2003. — с. 187—188.

- Ястремская Т. «Свеча»: (по произведениям В. С. Сербского поставлен спектакль «Свеча») // Твоя газета. — 2003. — 8 мая.

- Асташкин Е. Единственная в мире библиотека // Литературная Россия. — 2004. — 6 февр.

- Нам выпала честь жить рядом с человеком-эпохой // Брат. университет. — 2004. — 29 окт.

- Дементьева Е. Хранитель поэзии: Библиотека братчанина Сербского — под эгидой ЮНЕСКО: (проблемы библиотеки русской поэзии Сербского) // Аргументы и факты. — 2004. — № 11. — с.3.